# Gloria Hooper
Gloria Hooper (Villafranca di Verona, 3 marzo 1992) è una velocista italiana, ex detentrice del record nazionale della staffetta 4×100 metri.
In carriera ha vinto una medaglia d'argento nei 200 m piani ed un bronzo nella staffetta 4×100 m ai Giochi del Mediterraneo 2018, un argento nella 4×100 m agli Europei juniores 2011, due medaglie di bronzo agli Europei under 23 2013, sia nei 200 m che nella staffetta 4×100 m, una medaglia d'oro nella staffetta 4×100 ai World Athletics Relays nel 2021 e un bronzo nella staffetta 4×100 agli Europei 2022.
In ambito nazionale ha conquistato per tre volte il titolo nazionale assoluto dei 100 m piani (2013, 2015 e 2016) e quattro volte quello dei 200 m piani (2015, 2016, 2017 e 2019).

## Biografia

### Gli inizi
Gloria Hooper nasce nel 1992 a Villafranca di Verona, cittadina della provincia scaligera. I suoi genitori, entrambi di origine ghanese, si conobbero a Napoli nel 1985 per poi stabilirsi a Isola della Scala, paese dove Gloria cresce con la propria famiglia.
Dopo aver praticato a lungo la pallavolo, nel giugno 2009 decide di dedicarsi all'atletica leggera gareggiando per l'Atletica Libertas Valpolicella Lupatotina e mettendosi in luce in breve tempo nelle categorie giovanili, ottenendo tra l'altro un bronzo sui 100 m ai campionati italiani allievi di Grosseto dello stesso anno ed un 7º posto con la staffetta 4×100 metri.

### 2010: il primo titolo italiano giovanile
Nel 2010 passa alla categoria juniores, ottenendo un bronzo sui 100 metri ed un oro sui 200 metri ai campionati italiani juniores di Pescara. Prende parte anche ai Mondiali juniores di Moncton in Canada dove tuttavia non riesce a superare le batterie dei 200 metri con il tempo di 24"74.

### 2011-2012: l'argento agli europei juniores e l'esordio olimpico
Il 2011 si apre con un 5º posto ai campionati italiani juniores indoor. Nella stagione all'aperto conquista il titolo italiano juniores sia sui 100 che sui 200 metri piani ai campionati di categoria a Bressanone. In entrambi i casi vince ottenendo anche i propri primati personali sulla distanza: nei 100 metri con il tempo di 11"67, mentre nei 200 metri in 23"61, precedendo in entrambe le gare Anna Bongiorni e Udochi Judy Ekeh.
Nel luglio dello stesso anno viene convocata per gli Europei juniores di Tallinn in Estonia, dove prende parte ai 200 metri piani, ottenendo un 7º posto in finale in 23"95 (nella gara vinta dalla britannica Jodie Williams), ed alla staffetta 4×100 metri, dove con le compagne Oriana De Fazio, Irene Siragusa e Anna Bongiorni vince la medaglia d'argento in 44"52, precedute solamente dalla Germania.
Il 26 ottobre 2011 in virtù degli ottimi risultati ottenuti viene tesserata dal Gruppo Sportivo Forestale.
Il 2012 è l'anno della definitiva consacrazione di Gloria Hooper. Nella stagione invernale ottiene il 5º posto sui 60 m ai campionati italiani assoluti indoor di Ancona. La gara, vinta a livello assoluto da Audrey Alloh, vale anche come campionato nazionale promesse, titolo che la Hooper conquista grazie al suo 7"51. Al titolo promesse sui 60 m affianca il primo titolo nazionale assoluto vinto con la staffetta 4×200 metri in 1'36"40.
Il 15 giugno, nel corso dei Campionati italiani promesse outdoor, Hooper migliora il suo primato personale sui 100 metri, correndo in 11"56, tempo che le vale l'argento preceduta dalla sola Martina Amidei. Due giorni più tardi fa ancora meglio sui 200 metri, vincendo il titolo promesse con il tempo di 23"21, nuovo primato personale e minimo per gli Europei di Helsinki in Finlandia.
Nella capitale finlandese prende parte alle prove dei 200 metri e della staffetta 4×100 metri. Nella prova individuale passa agevolmente le batterie correndo in 22"95, nuovo primato personale e quarta prestazione a livello assoluto di un'atleta italiana. Il tempo vale ampiamente anche il minimo A, utile per la convocazione ai Giochi olimpici di Londra 2012 dove non va oltre la batteria sui 200 metri. In semifinale tuttavia non riesce a ripetersi e conclude quarta in 23"48, ma a causa di un'invasione di corsia viene squalificata. Qualche giorno più tardi prende parte alla staffetta con le compagne di nazionale Audrey Alloh, Martina Amidei e Ilenia Draisci. La staffetta azzurra (con la Hooper in prima frazione) manca di poco l'ingresso nella finalissima, correndo in 43"90, ad un decimo dal tempo utile per la qualificazione.
Il 7 luglio ai campionati italiani assoluti di Bressanone vince con la staffetta della Forestale il titolo nazionale della 4×100 metri, al fianco delle compagne Maria Enrica Spacca, Martina Giovanetti e Giulia Arcioni. Il giorno seguente ottiene l'argento sui 200 metri, correndo in 23"37, preceduta dalla sola Libania Grenot, vincitrice in 22"90 (vento -1,1 m/s).

### 2013-2015: nuove medaglie e titoli nazionali
Nel 2013 a livello indoor, è oro sui 60 m promesse; argento ed oro nei 60 m e con la 4×200 m agli assoluti. Agli assoluti outdoor invece conquista tre medaglie: oro sui 100, argento sui 200 ed ancora oro con la staffetta 4×100 m. A livello internazionale, agli Europei indoor non va oltre la batteria sui 60 metri; agli Europei under 23 vince due medaglie di bronzo sui 200 e la 4×100 m. Ai Mondiali invece non va oltre la batteria sui 200 metri.
Nel 2014, durante la stagione indoor, è oro sui 60 m promesse e poi argento sulla stessa distanza agli assoluti ed oro con la 4×200 m; agli assoluti outdoor non è partita sui 200 m. Nel 2015 realizza una doppietta di titoli sui 100 e 200 m piani agli Assoluti di Torino (l'ultima a riuscirsi, proprio l'anno prima, era stata Irene Siragusa).
Nello stesso anno partecipa ai Mondiali di Pechino gareggiando nei 200 m piani e nella staffetta 4×100 m. Nella gara individuale giunge seconda nella sua batteria con il tempo di 22"99, per poi migliorare il suo record personale in semifinale grazie ad un tempo di 22"92, tuttavia non sufficiente a passare il turno. Successivamente corre in batteria come frazionista nella staffetta 4×100 m con le compagne di squadra Giulia Riva, Irene Siragusa e Anna Bongiorni, contribuendo a realizzare il tempo di 43"22 (secondo miglior crono italiano di sempre di specialità), restando fuori dalla finale per 13 centesimi.

### 2016
Il 19 marzo 2016 Gloria Hooper prende parte ai Mondiali indoor che si svolgono a Portland. Giunge terza nella propria batteria, qualificandosi direttamente al turno successivo, con il tempo di 7"29 che migliora il suo precedente record personale. Tuttavia non corre la semifinale in via precauzionale, a causa di un leggero infortunio.
Il 22 aprile, al meeting di Gainesville, corre i 100 m piani in 11"39, con +0,6 m/s di vento, migliorando di 6 centesimi il suo primato sulla distanza. Il 30 aprile a Clermont abbassa nuovamente il proprio primato personale dei 100 m piani, correndo in 11"34.

## Record nazionali
Seniores
- Staffetta 4×100 metri: 42"84 ( Tokyo, 5 agosto 2021) (Irene Siragusa, Gloria Hooper, Anna Bongiorni, Vittoria Fontana)

Promesse (under 23)
- Staffetta 4×100 metri: 43"86 ( Tampere, 14 luglio 2013) (Laura Gamba, Irene Siragusa, Martina Amidei, Gloria Hooper)[22]

## Progressione

### 60 metri piani indoor
| Stagione | Tempo | Luogo    | Data      | Rank. Mond. |
| -------- | ----- | -------- | --------- | ----------- |
| 2017/18  | 7"37  | Ancona   | 18-2-2018 | 151ª        |
| 2016/17  | 7"34  | Belgrado | 5-3-2017  | 110ª        |
| 2015/16  | 7"29  | Portland | 19-3-2016 | 69ª         |
| 2013/14  | 7"39  | Ancona   | 23-2-2014 | 138ª        |
| 2012/13  | 7"40  | Ancona   | 17-2-2013 | 145ª        |
| 2011/12  | 7"47  | Ancona   | 26-2-2012 | 258ª        |
| 2010/11  | 7"65  | Ancona   | 13-2-2011 | 675ª        |
| 2009/10  | 7"70  | Modena   | 21-2-2010 |             |

### 100 metri piani
| Stagione | Tempo | Luogo            | Data      | Rank. Mond. |
| -------- | ----- | ---------------- | --------- | ----------- |
| 2020     | 11"35 | Rieti            | 23-7-2020 | 47ª         |
| 2017     | 11"55 | Saint Martin     | 13-5-2017 | 299ª        |
| 2016     | 11"34 | Clermont         | 30-4-2016 | 133ª        |
| 2015     | 11"46 | Orvieto          | 17-7-2015 | 183ª        |
| 2014     | 11"53 | Brugnera         | 6-9-2014  | 255ª        |
| 2013     | 11"45 | Rieti            | 14-6-2013 | 156ª        |
| 2012     | 11"56 | Misano Adriatico | 15-6-2012 | 277ª        |
| 2011     | 11"67 | Bressanone       | 17-6-2011 | 349ª        |
| 2010     | 12"01 | Pescara          | 18-6-2010 | 1 153ª      |
| 2009     | 12"33 | Grosseto         | 3-10-2009 |             |

### 200 metri piani
| Stagione | Tempo | Luogo      | Data      | Rank. Mond. |
| -------- | ----- | ---------- | --------- | ----------- |
| 2020     | 23"27 | Rieti      | 23-7-2020 | 47ª         |
| 2019     | 23"16 | Bruxelles  | 23-8-2019 | 114ª        |
| 2018     | 23"09 | Tarragona  | 29-6-2018 | 122ª        |
| 2017     | 23"14 | Trieste    | 2-7-2017  | 128ª        |
| 2016     | 22"89 | Rieti      | 26-6-2016 | 76ª         |
| 2015     | 22"92 | Pechino    | 27-8-2015 | 62ª         |
| 2014     | 24"26 | Pergine    | 3-8-2014  | 977ª        |
| 2013     | 23"10 | Mosca      | 15-8-2013 | 70ª         |
| 2012     | 22"95 | Helsinki   | 29-6-2012 | 70ª         |
| 2011     | 23"61 | Bressanone | 19-6-2011 | 240ª        |
| 2010     | 24"31 | Pescara    | 20-6-2010 | 806ª        |

## Palmarès

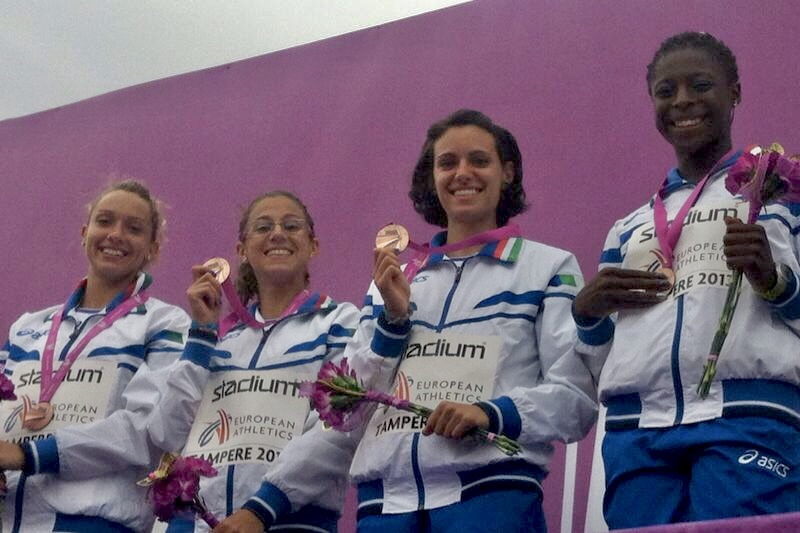
Gloria Hooper, la prima da destra, sul podio della 4×100 m agli Europei U23 2013

| Anno | Manifestazione          | Sede           | Evento      | Risultato  | Prestazione | Note                                     |
| ---- | ----------------------- | -------------- | ----------- | ---------- | ----------- | ---------------------------------------- |
| 2010 | Mondiali U20            | Moncton        | 200 m piani | Batteria   | 24"74       |                                          |
| 2011 | Europei U20             | Tallinn        | 200 m piani | 7ª         | 23"95       |                                          |
| 2011 | Europei U20             | Tallinn        | 4×100 m     | Argento    | 44"52       | Miglior prestazione nazionale under 20   |
| 2012 | Europei                 | Helsinki       | 200 m piani | Semifinale | dq          | [ 23 ]                                   |
| 2012 | Europei                 | Helsinki       | 4×100 m     | Semifinale | 43"90       | Miglior prestazione personale stagionale |
| 2012 | Giochi olimpici         | Londra         | 200 m piani | Batteria   | 23"25       |                                          |
| 2013 | Europei indoor          | Göteborg       | 60 m piani  | Batteria   | 7"41        |                                          |
| 2013 | Europei U23             | Tampere        | 200 m piani | Bronzo     | 23"24       |                                          |
| 2013 | Europei U23             | Tampere        | 4×100 m     | Bronzo     | 43"86       | Miglior prestazione nazionale under 23   |
| 2013 | Mondiali                | Mosca          | 200 m piani | Batteria   | 23"10       | Miglior prestazione personale stagionale |
| 2015 | World Relays            | Nassau         | 4×100 m     | Batteria   | dnf         |                                          |
| 2015 | Mondiali                | Pechino        | 200 m piani | Semifinale | 22"92       | Miglior prestazione personale            |
| 2015 | Mondiali                | Pechino        | 4×100 m     | Batteria   | 43"22       | Miglior prestazione personale stagionale |
| 2016 | Mondiali indoor         | Portland       | 60 m piani  | Semifinale | dns         |                                          |
| 2016 | Europei                 | Amsterdam      | 100 m piani | Semifinale | 11"48       |                                          |
| 2016 | Europei                 | Amsterdam      | 200 m piani | Semifinale | 23"25       |                                          |
| 2016 | Europei                 | Amsterdam      | 4×100 m     | 7ª         | 43"57       |                                          |
| 2016 | Giochi olimpici         | Rio de Janeiro | 200 m piani | Batteria   | 23"05       |                                          |
| 2017 | Europei indoor          | Belgrado       | 60 m piani  | Semifinale | 7"34        | Miglior prestazione personale stagionale |
| 2017 | World Relays            | Nassau         | 4×100 m     | Batteria   | dq          |                                          |
| 2017 | Mondiali                | Londra         | 200 m piani | Batteria   | 23"51       |                                          |
| 2018 | Giochi del Mediterraneo | Tarragona      | 200 m piani | Argento    | 23"09       | Miglior prestazione personale stagionale |
| 2018 | Giochi del Mediterraneo | Tarragona      | 4×100 m     | Bronzo     | 43"63       |                                          |
| 2018 | Europei                 | Berlino        | 200 m piani | Semifinale | 23"43       |                                          |
| 2018 | Europei                 | Berlino        | 4×100 m     | 7ª         | 43"42       | Miglior prestazione personale stagionale |
| 2019 | World Relays            | Yokohama       | 4×100 m     | 5ª         | 44"29       |                                          |
| 2019 | Mondiali                | Doha           | 200 m piani | Batteria   | 23"33       |                                          |
| 2019 | Mondiali                | Doha           | 4×100 m     | 7ª         | 42"98       |                                          |
| 2021 | World Relays            | Chorzów        | 4×100 m     | Oro        | 43"79       | Miglior prestazione personale stagionale |
| 2021 | Giochi olimpici         | Tokyo          | 200 m piani | Semifinale | 23"28       |                                          |
| 2021 | Giochi olimpici         | Tokyo          | 4×100 m     | Batteria   | 42"84       | Record nazionale                         |
| 2022 | Giochi del Mediterraneo | Orano          | 100 m piani | 5ª         | 11"62       |                                          |
| 2022 | Giochi del Mediterraneo | Orano          | 4×100 m     | Oro        | 43"68       |                                          |
| 2022 | Europei                 | Monaco         | 100 m piani | Batteria   | 11"64       |                                          |
| 2022 | Europei                 | Monaco         | 4×100 m     | Bronzo     | 42"84       | [ 24 ]                                   |
| 2023 | Europei indoor          | Istanbul       | 60 m piani  | Batteria   | 7"39        |                                          |
| 2025 | Europei indoor          | Apeldoorn      | 60 m piani  | Semifinale | 7"28        | [ 25 ] [ 26 ]                            |
| 2025 | Mondiali indoor         | Nanchino       | 60 m piani  | Batteria   | 7"36        |                                          |

## Campionati nazionali
- 3 volte campionessa nazionale assoluta dei 100 m piani (2013, 2015, 2016)
- 4 volte campionessa nazionale assoluta dei 200 m piani (2015, 2016, 2017, 2019)
- 7 volte campionessa nazionale assoluta della staffetta 4×100 m (2012, 2013, 2017, 2018, 2023, 2024, 2025)
- 1 volta campionessa nazionale assoluta indoor dei 60 m piani (2023)
- 2 volte campionessa nazionale assoluta indoor della staffetta 4×200 m (2012, 2014)
- 1 volta campionessa nazionale promesse dei 200 m piani (2012)
- 3 volte campionessa nazionale promesse indoor dei 60 m piani (2012, 2013, 2014)
- 1 volta campionessa nazionale juniores dei 100 m piani (2011)
- 2 volte campionessa nazionale juniores dei 200 m piani (2010, 2011)

2009
- Bronzo ai campionati italiani allievi (Grosseto), 100 m piani - 12"41[3]
- 7ª ai campionati italiani allievi (Grosseto), 4×100 m - 50"25[27]

2010
- Bronzo ai campionati italiani juniores (Pescara), 100 m piani - 12"01[4]
- Oro ai campionati italiani juniores (Pescara), 200 m piani - 24"31[4]

2011
- 5ª ai campionati italiani juniores indoor (Ancona), 60 m piani - 7"72[6]
- Oro ai campionati italiani juniores (Bressanone), 100 m piani - 11"67[7]
- Oro ai campionati italiani juniores (Bressanone), 200 m piani - 23"61[8]

2012
- Oro ai campionati italiani promesse indoor (Ancona), 60 m piani - 7"51[11]
- 5ª ai campionati italiani assoluti indoor (Ancona), 60 m piani - 7"51[10]
- Oro ai campionati italiani assoluti indoor (Ancona), 4×200 m - 1'36"40[12]
- Argento ai campionati italiani assoluti (Bressanone), 200 m piani - 23"37[17]
- Oro ai campionati italiani assoluti (Bressanone), 4×100 m - 44"10[16]
- Argento ai campionati italiani promesse (Misano Adriatico), 100 m piani - 11"56[13]
- Oro ai campionati italiani promesse (Misano Adriatico), 200 m piani - 23"21[14]

2013
- Oro ai campionati italiani promesse indoor (Ancona), 60 m piani - 7"40[28]
- Bronzo ai campionati italiani assoluti indoor (Ancona), 60 m piani - 7"40[29]
- Argento ai campionati italiani assoluti indoor (Ancona), 4×200 m - 1'39"04[30]
- Oro ai campionati italiani assoluti (Milano), 100 m piani - 11"54[31]
- Argento ai campionati italiani assoluti (Milano), 200 m piani - 23"21[32]
- Oro ai campionati italiani assoluti (Milano), 4×100 m - 45"43[33]

2014
- Oro ai campionati italiani promesse indoor (Ancona), 60 m piani - 7"42[34]
- Argento ai campionati italiani assoluti indoor (Ancona), 60 m piani - 7"42[35]
- Oro ai campionati italiani assoluti indoor (Ancona), 4×200 m - 1'37"10[36]
- In finale ai campionati italiani assoluti (Rovereto), 200 m piani - dns[37]

2015
- Oro ai campionati italiani assoluti (Torino), 100 m piani - 11"47[38]
- Oro ai campionati italiani assoluti (Torino), 200 m piani - 23"48[39]

2016
- Oro ai campionati italiani assoluti (Rieti), 100 m piani - 11"38
- Oro ai campionati italiani assoluti (Rieti), 200 m piani - 22"89

2017
- Argento ai campionati italiani assoluti indoor (Ancona), 60 m piani - 7"35
- Oro ai campionati italiani assoluti (Trieste), 200 m piani - 23"14
- Oro ai campionati italiani assoluti (Trieste), 4×100 m - 44"54

2018
- Argento ai campionati italiani assoluti (Pescara), 200 m piani - 23"33

2019
- Oro ai campionati italiani assoluti (Bressanone), 200 m piani - 23"56
- Argento ai campionati italiani assoluti (Bressanone), 4×100 m - 45"67

2021
- Argento ai campionati italiani assoluti (Rovereto), 100 m piani - 11"37

2022
- 6ª ai campionati italiani assoluti (Rieti), 100 m piani - 11"54
- Oro ai campionati italiani assoluti (Rieti), 4×100 m - 45"24
- 7ª ai campionati italiani assoluti indoor, 60 m piani - 7"41

2023
- Oro ai campionati italiani assoluti indoor, 60 m piani - 7"31
- Oro ai campionati italiani assoluti, 4x100 m - 45"61

2024
- 6ª ai campionati italiani assoluti, 200 m piani - 23"44
- Oro ai campionati italiani assoluti (La Spezia), 4x100 m - 45"28
- Argento ai campionati italiani assoluti indoor, 60 m piani - 7"31

2025
- Bronzo ai campionati italiani assoluti indoor, 60 m piani - 7"30
- Bronzo ai campionati italiani assoluti (Caorle), 200 m piani - 23"38
- Oro ai campionati italiani assoluti (Caorle), 4x100 m - 45"35

## Altre competizioni internazionali
2017
- Bronzo nella Super League degli Europei a squadre ( Villeneuve-d'Ascq), 4×100 m - 43"38

2025
- Campionati europei a squadre di atletica leggera ( Madrid)